# Aeropuerto de Jerez
El Aeropuerto Internacional de Jerez (IATA: XRY, OACI: LEJR) es un aeropuerto español de Aena que está situado al noreste de Jerez de la Frontera (Cádiz), a 9 kilómetros del centro de la ciudad, y a 35 km al noreste de la ciudad de Cádiz. Único aeropuerto civil de la provincia de Cádiz y uno de los motivos explicativos fundamentales del desarrollo turístico de la misma.
La importancia de este aeropuerto ha ido creciendo en los últimos años, en 2007 registró un tráfico de 1.607.834 pasajeros, 50.364 operaciones y 89.927 kg de mercancías, colocándose con estos datos en el puesto número 18 a nivel nacional y el tercero de Andalucía, España. El Aeropuerto de Jerez cerró 2024 con 948 936 pasajeros, lo que supone una subida del 4,9% en relación con el año anterior. Tras su ampliación, pasó a tener 21 mostradores de facturación y 7 puertas de embarques.

## Historia
En 1936, al comienzo de la guerra civil española, se necesita un aeropuerto en el sur de la península para el traslado de tropas sublevadas desde el norte de África a la misma. Finalmente se decide construir este aeropuerto al sur de Jerez de la Frontera (Cádiz) de manera provisional. Ya entrada la guerra civil, en 1937, se decide construir un nuevo aeropuerto permanente, se traslada el primer aeropuerto provisional a la zona donde en la actualidad está ubicado, a unos ocho kilómetros al noroeste del centro de la ciudad. Recibe el nombre de Aeródromo Haya.
En 1938 la Base aérea de La Parra es de uso exclusivo militar y se utiliza como escuela de formación de pilotos. Entonces el pueblo de Jerez de la Frontera (Cádiz) compra por casi un millón y medio de pesetas las 240 hectáreas de lo que actualmente es el aeropuerto de Jerez de la Frontera (Cádiz), abriéndose en 1946 al tráfico aéreo civil, nacional de pasajeros y mercancías, internacional solo vuelos de mercancías. En los años cincuenta se realizan varias mejoras y ampliaciones en el aeropuerto. En 1968 se abre al tráfico aéreo internacional de pasajeros y se construye una nueva terminal. Un año después se prolonga la pista de aterrizaje.
En 1975, Aviaco inaugura una línea regular Madrid-Jerez de la Frontera, este año es un punto de inflexión en el aeropuerto, desde entonces el tráfico aéreo no ha parado de crecer, moderadamente hasta los años noventa y luego a ritmo mayor.
En 1991, Aeropuertos Españoles y Navegación Aérea se ve forzado a realizar varias reformas en el aeropuerto debido a la demanda que sostenía. Se construye un edificio antiincendios y una nueva y más moderna terminal de pasajeros, aparcamientos y nuevos accesos, entre otras mejoras. Estas obras se terminan en 1992. Al año siguiente, la Base Aérea de La Parra se traslada a la base militar de Morón de la Frontera, en la Provincia de Sevilla, y el aeropuerto pasa a ser completamente civil y es gestionado íntegramente por AENA.

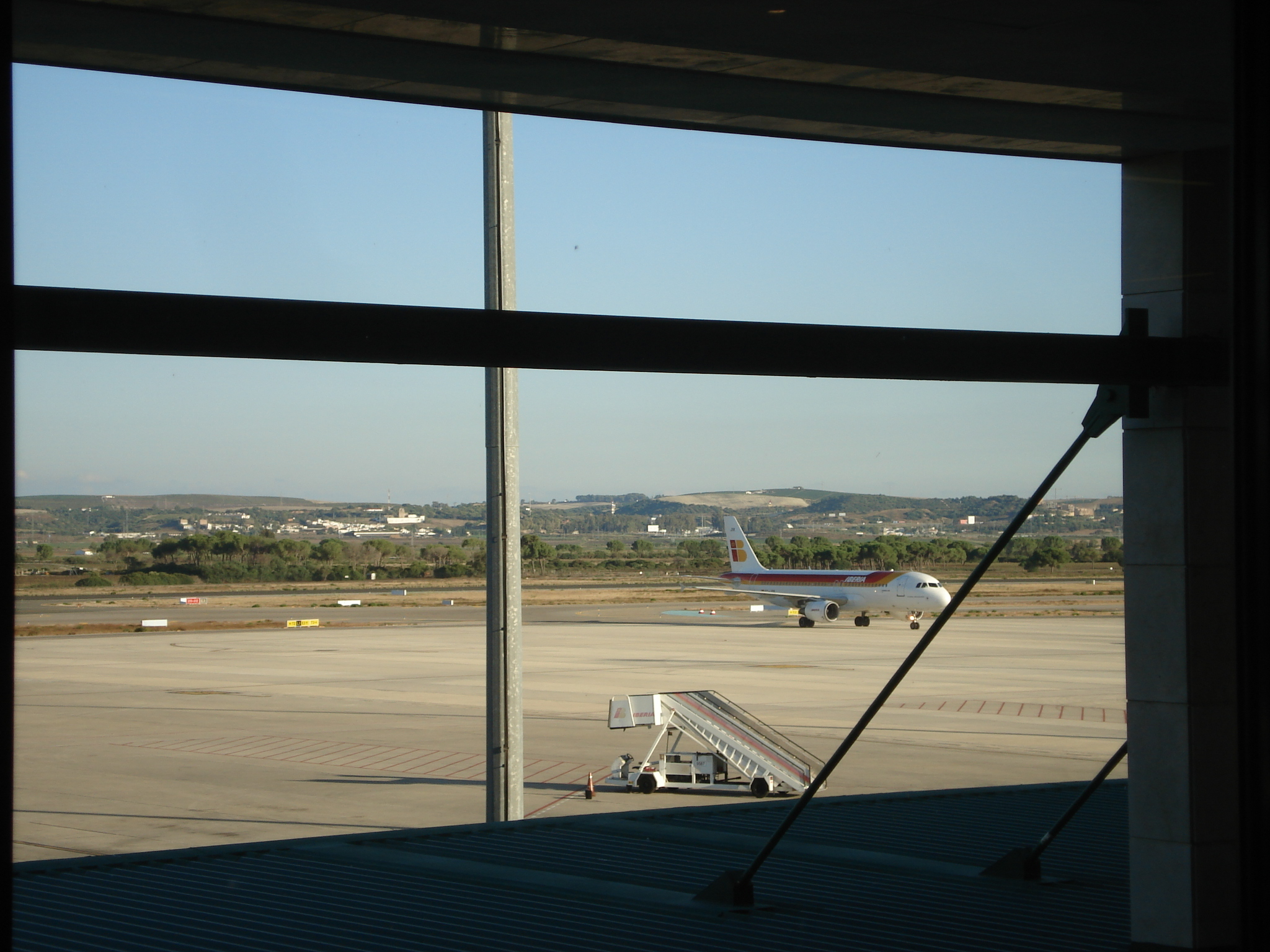
Llegada de un Airbus A-320 de Iberia.

Durante los años 2007 a 2009 el ayuntamiento de Jerez negocia y llega a un acuerdo con AENA para la cesión de suelo para la creación de una zona de actividades aeroportuarias en Jerez, que más tarde sería conocido como Polo Aeronáutico de Jerez. Integrándose la ciudad en el eje industrial aeronáutico Sevilla-Puerto Real. AENA cedió para el uso en el Polo Aeronáutico tres zonas diferenciadas, la primera de 126.552 m² destinada al desarrollo industrial aeroportuario, la segunda de 89.302 m² destinada a un área tecnológica e investigación, y la tercera de 63.752 m² dedicados a la instalación y formación de nuevas empresas. Además, el Ayuntamiento destinó, en su nuevo PGOU de 2009, un sector de 540.959 m² frente al aeropuerto también para la creación de nuevas empresas aeronáuticas innovadoras de escaso capital como para la instalación de industria auxiliar aeroportuaria. El 28 de julio de 2009, la primera empresa, un fabricante de grandes estructuras de fibra de carbono, que se ubicará en el Polo Aeronáutico firma su instalación.
El 23 de octubre de 2008 año fueron adjudicadas las obras para la creación de una estación de ferrocarril en el paso de las vías junto al aeropuerto para la parada de trenes de alta velocidad. También se adjudicó el desdoblamiento del tramo viario hasta su llegada al norte de Jerez de la Frontera, para la adecuación de la llegada de la alta velocidad. Con esta adjudicación todos los tramos del trayecto entre Sevilla y Cádiz se encontraban en obras o finalizados. La estación fue adjudicada por un importe de 8,8 millones de euros y un plazo de ejecución de 12 meses. Dispone de dos andenes de 160×4 metros, con dos marquesinas, 4 vías (2 generales y 2 apartados), un paso inferior para unir ambos andenes y un vestíbulo que unirá la estación con la ampliación del aparcamiento del aeropuerto. El desdoblamiento hasta la zona norte de la ciudad fue adjudicado por 30,7 millones de euros.
Tras las recientes ampliaciones, el aeropuerto dispone de capacidad para 3 millones de pasajeros y se decide ampliar su área de servidumbre a diversos pueblos de las provincias de Cádiz y Sevilla. En 2010 el aeropuerto pasa a ser propiedad de Aena Aeropuertos.
Desde marzo de 2013, el control del tráfico aéreo en el Aeropuerto de Jerez pasó a ser gestionado por la empresa privada FerroNATS, acabando así con la gestión pública que se hacía hasta entonces.

## Ubicación y comunicaciones
El aeropuerto está situado al noreste de Jerez de la Frontera, a 8 Kilómetros de su centro histórico, en los territorios conocidos como "La Parra", una vez pasada la pedanía de Guadalcacín. Por ello es reconocido como Aeropuerto Internacional de Jerez La Parra.
Accesos por carretera
Al aeropuerto se accede por carretera a través de la , en julio de 2003 se terminaron las obras del acceso al mismo, encuadrados en una reforma general de las comunicaciones de la ciudad de Jerez (también se encontraban en trámite o estaban acabadas, la , la , con los nuevos accesos al Circuito de alta velocidad de Jerez, etc.). También se puede acceder por la , a través de un enlace que la conecta con la  llamada .
Autobús
El aeropuerto de Jerez La Parra, está comunicado por autobús (líneas M-050, M-051 y M-052), del Consorcio de Transportes Bahía de Cádiz, operado por la empresa Comes y la Valenzuela. Así como una empresa que se dedica a esto.
Ferrocarril

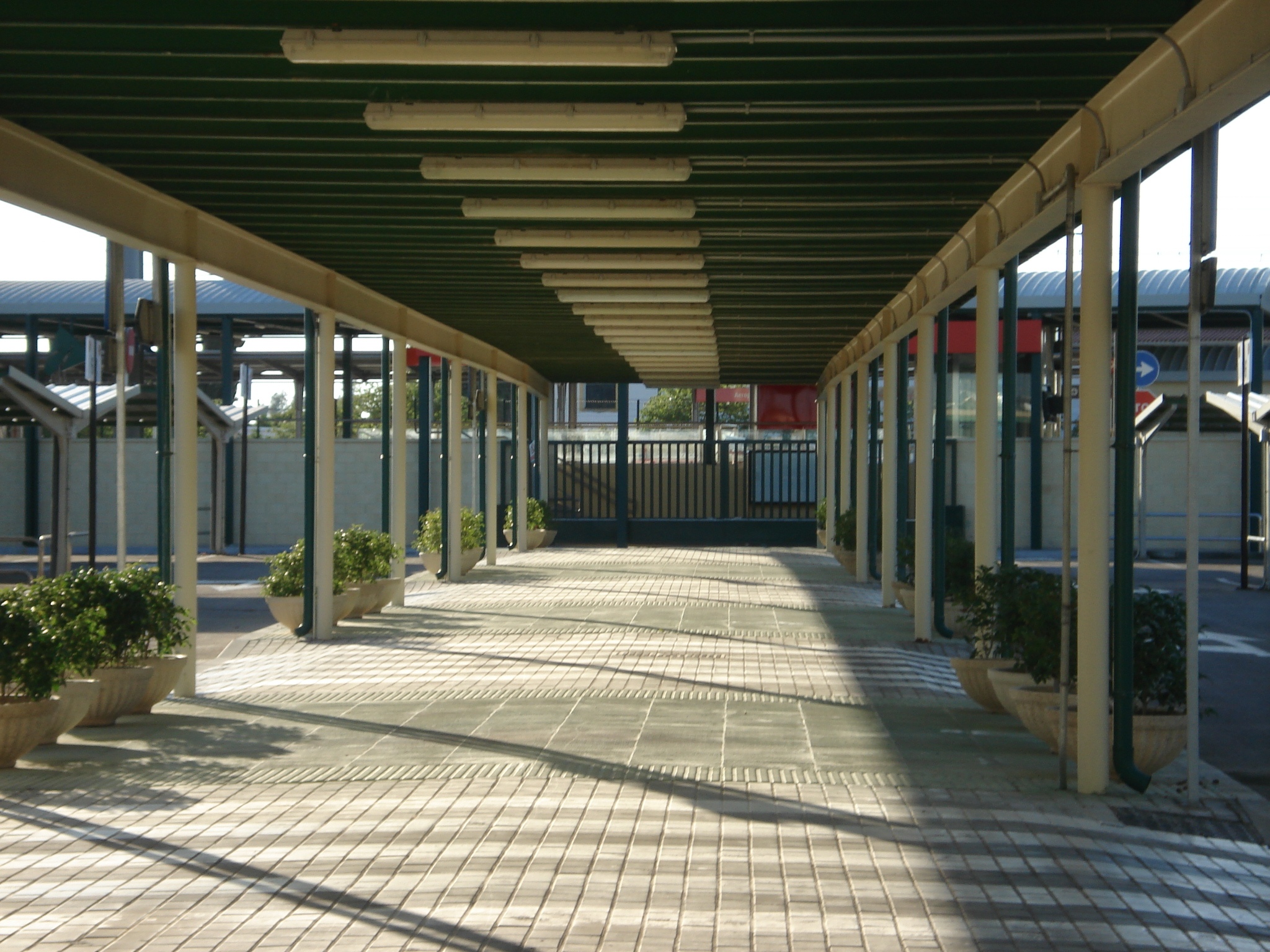
Estación Aeropuerto de Jerez

Igualmente, también lo está por vía férrea, actualmente solo utilizada por trenes de corta y media distancia, está previsto que en un futuro para en él un tren de alta velocidad. Renfe ha puesto a disposición de los viajeros una programación que incluye 22 trenes diarios, repartidos entre (C-1 Aeropuerto Internacional de Jerez La Parra-Cádiz) y (MD Sevilla-Cádiz)
Taxis
Otra alternativa para desplazarse entre la ciudad y la terminal son los taxis. Tanto la terminal del aeropuerto como la estación de trenes principal de la ciudad disponen de parada de taxis, tanto como otras paradas que puede encontrar en toda la ciudad.

## Aerolíneas y destinos

### Destinos nacionales
Leyenda: el punto rojo corresponde al Aeropuerto de Jerez, los verdes a los destinos regulares, los azules a los destinos estacionales y los morados a nuevos destinos.
| Ciudades            | Nombre del aeropuerto                            | Aerolíneas                      | Aeronaves    | Frecuencias semanales (*)   |
| España              | España                                           | España                          | España       | España                      |
| ------------------- | ------------------------------------------------ | ------------------------------- | ------------ | --------------------------- |
| Asturias            |                                                  |                                 |              |                             |
| Avilés              | Aeropuerto de Asturias                           | Volotea (estacional)            | A3xx         | L M X J V S D               |
| Islas Baleares      |                                                  |                                 |              |                             |
| Palma de Mallorca   | Aeropuerto de Palma de Mallorca                  | Ryanair (estacional) Vueling    | B737 A3xx    | L M X J V S D               |
| Canarias            |                                                  |                                 |              |                             |
| Gran Canaria        | Aeropuerto de Gran Canaria                       | Binter Canarias                 | E195-E2      | L M X J V S D               |
| Tenerife            | Aeropuerto de Tenerife Norte-Ciudad de La Laguna | Binter Canarias                 | E195-E2      | L M X J V S D               |
| Cantabria           |                                                  |                                 |              |                             |
| Santander           | Aeropuerto Seve Ballesteros-Santander            | Air Nostrum (estacional)        | CRJ1000      | L M X J V S D               |
| Cataluña            |                                                  |                                 |              |                             |
| Barcelona           | Aeropuerto Josep Tarradellas Barcelona-El Prat   | Ryanair Vueling                 | B737 A3xx    | L M X J V S D L M X J V S D |
| Comunidad de Madrid |                                                  |                                 |              |                             |
| Madrid              | Aeropuerto Adolfo Suárez Madrid-Barajas          | Air Nostrum Iberia (estacional) | CRJ1000 A3xx | L M X J V S D L M X J V S D |
| País Vasco          |                                                  |                                 |              |                             |
| Bilbao              | Aeropuerto de Bilbao                             | Vueling (estacional)            | A3xx         | L M X J V S D               |

(*) Nota: Las frecuencias semanales se corresponden con la temporada de invierno de 2024/25. No obstante, las frecuencias pueden ser mayores o menores, puntualmente.

### Destinos internacionales
Leyenda: El punto rojo corresponde al Aeropuerto de Jerez, los verdes a los destinos regulares, los azules a los destinos estacionales, los amarillos a operativas especiales y los morados a nuevos destinos.
| Ciudades por países       | Nombre del aeropuerto                    | Aerolíneas                                                | Aeronaves | Frecuencias semanales (*)                 |
| Europa                    | Europa                                   | Europa                                                    | Europa    | Europa                                    |
| ------------------------- | ---------------------------------------- | --------------------------------------------------------- | --------- | ----------------------------------------- |
| Alemania                  |                                          |                                                           |           |                                           |
| Berlín                    | Aeropuerto de Berlín                     | Eurowings                                                 | A3xx      | L M X J V S D                             |
| Düsseldorf                | Aeropuerto de Düsseldorf                 | Condor (estacional) Eurowings TUIfly                      | A3xx B737 | L M X J V S D L M X J V S D L M X J V S D |
| Fráncfort del Meno        | Aeropuerto de Fráncfort del Meno         | Condor (estacional) Discover Airlines (estacional) TUIfly | A3xx B737 | L M X J V S D L M X J V S D L M X J V S D |
| Hamburgo                  | Aeropuerto de Hamburgo                   | Condor (estacional) Eurowings (estacional)                | A32x      | L M X J V S D L M X J V S D               |
| Hannover                  | Aeropuerto de Hannover                   | TUIfly (estacional)                                       | B737      | L M X J V S D                             |
| Leipzig                   | Leipzig                                  | Condor (estacional)                                       | A3xx      | L M X J V S D                             |
| Múnich                    | Aeropuerto de Múnich-Franz Josef Strauss | Discover Airlines (estacional) TUIfly (estacional)        | A3xx B737 | L M X J V S D L M X J V S D               |
| Stuttgart                 | Aeropuerto de Stuttgart                  | TUIfly                                                    | B737      | L M X J V S D                             |
| Bélgica                   |                                          |                                                           |           |                                           |
| Bruselas                  | Aeropuerto de Bruselas-National          | TUI fly Belgium (estacional)                              | B737      | L M X J V S D                             |
| Croacia                   |                                          |                                                           |           |                                           |
| Zagreb                    | Aeropuerto de Zagreb                     | Vueling                                                   | A3xx      |                                           |
| Islandia                  |                                          |                                                           |           |                                           |
| Reikiavik                 | Aeropuerto de Keflavik                   | Icelandair (chárter)                                      | B737      |                                           |
| Akureyri                  | Aeropuerto de Akureyri                   | Icelandair (chárter)                                      | B737      |                                           |
| Luxemburgo                |                                          |                                                           |           |                                           |
| Luxemburgo                | Aeropuerto de Luxemburgo                 | Luxair (estacional)                                       | B737      | L M X J V S D                             |
| Reino Unido               |                                          |                                                           |           |                                           |
| Birmingham                | Aeropuerto de Birmingham                 | Jet2.com                                                  | B737      | L M X J V S D                             |
| Leeds                     | Aeropuerto de Leeds                      | Jet2.com                                                  | B737      | L M X J V S D                             |
| Londres                   | Aeropuerto de Londres-Gatwick            | TUI Airways (estacional)                                  | B7x7      | L M X J V S D                             |
| Londres                   | Aeropuerto de Londres-Stansted           | Ryanair (estacional)                                      | B737      | L M X J V S D                             |
| Mánchester                | Aeropuerto de Mánchester                 | Jet2.com                                                  | B737      | L M X J V S D                             |
| Suiza                     |                                          |                                                           |           |                                           |
| Berna                     | Aeropuerto de Berna                      | Helvetic Airways (chárter)                                | E190-E2   |                                           |
| Zúrich                    | Aeropuerto de Zúrich                     | Edelweiss Air (estacional)                                | A320-214  | L M X J V S D                             |
| Suiza Francia Alemania    |                                          |                                                           |           |                                           |
| Basilea/Mulhouse/Friburgo | Aeropuerto de Basilea-Mulhouse-Friburgo  | easyJet Switzerland                                       | A3xx      |                                           |

(*) Nota: Las frecuencias semanales se corresponden con la temporada de invierno 2024/25.

## Tráfico aéreo

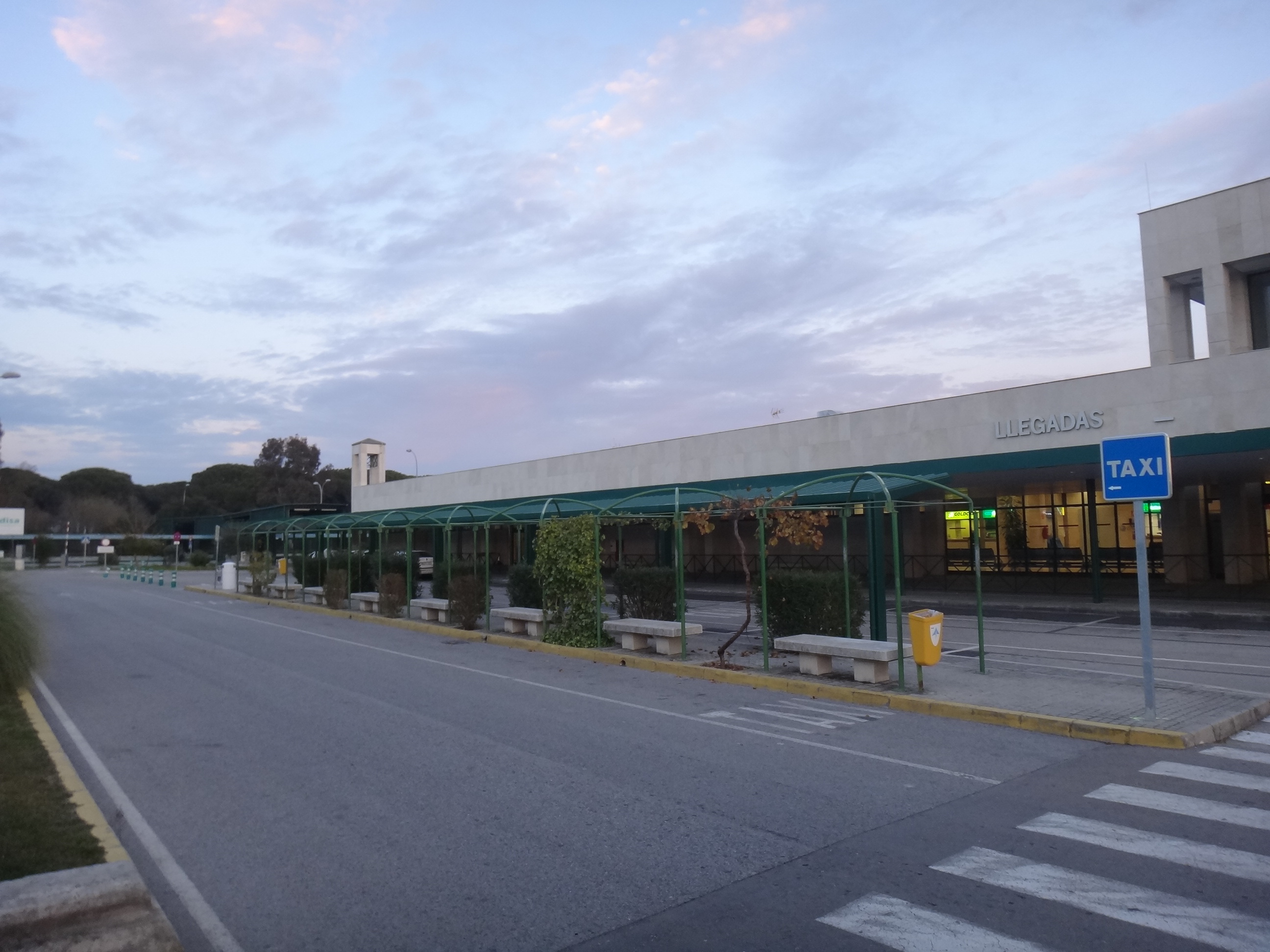
Zona de llegadas del aeropuerto

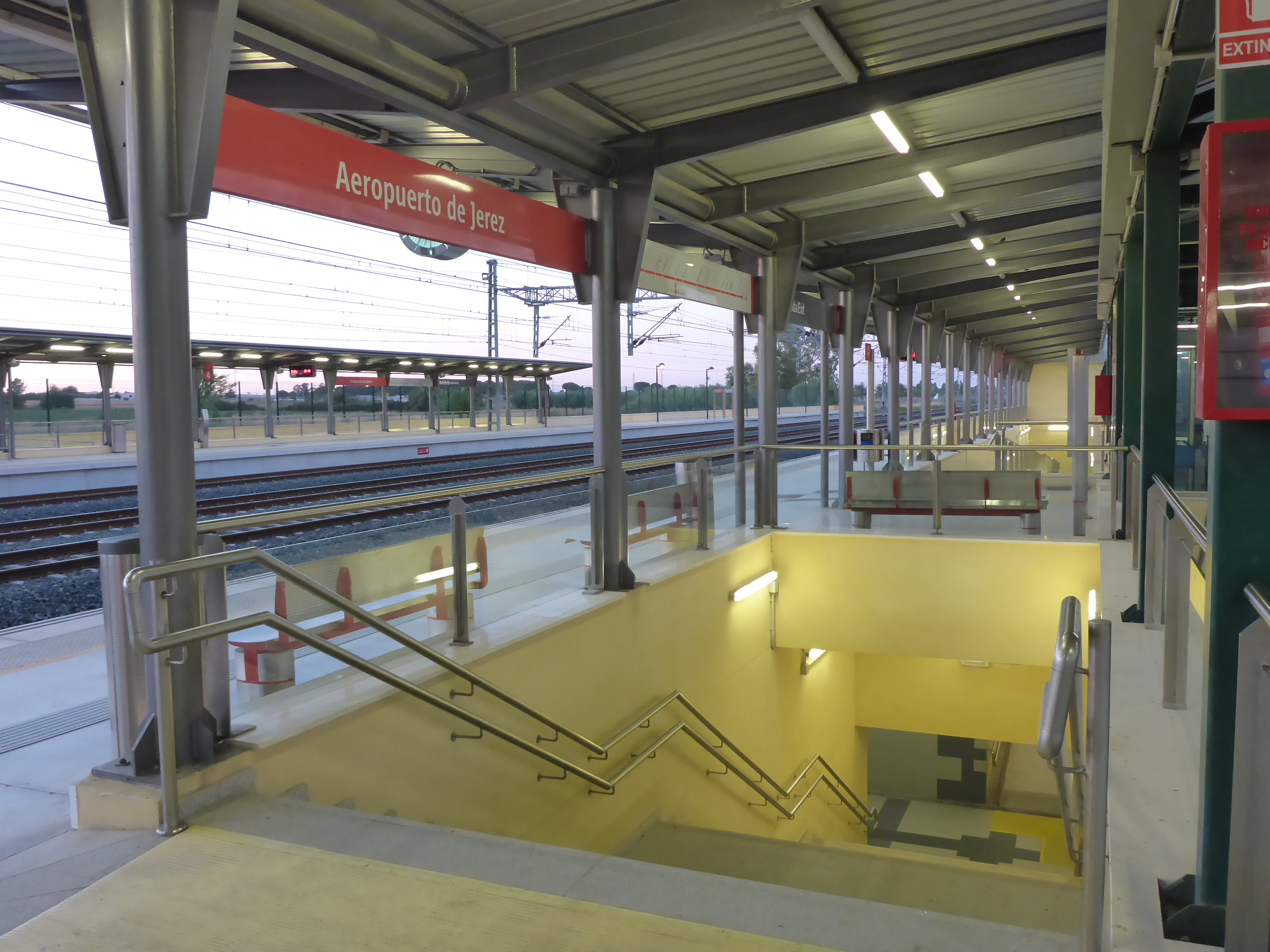
Estación de Aeropuerto de Jerez

Mapa de Cercanías Cádiz

El aeropuerto internacional de Jerez La Parra, 
experimenta un gran crecimiento en el número de operaciones desde mediados de los años noventa. A continuación se muestra un gráfico con la progresión de pasajeros de los últimos años. Se puede observar que entre 1996 y 2006 triplicó el número de pasajeros. No obstante, debido a los efectos de la crisis económica de 2008 la progresión ascendente fue cortada y lo llevaron a niveles de 2005, aunque el transporte aéreo de mercancías no se vio afectado y mantuvo los niveles del año anterior. Llegó al mínimo de operaciones y pasajeros en 2014. Sin embargo, a partir de 2015 comienza a notarse una notable recuperación con expectativas de volver a superar el millón de pasajeros en 2017. Por el contrario, el tráfico de carga ha desaparecido básicamente, desplazado a otros medios de transporte; esta es una tendencia que ya venía dándose desde mucho antes de la crisis, debida a las mejoras en la red viaria y ferroviaria de Andalucía.
Número de pasajeros, operaciones y carga desde el año 2007:
| 2007         | 1 607 968 | 50 374 | 89 927  |
| 2008         | 1 303 817 | 50 551 | 90 428  |
| 2009         | 1 079 616 | 43 326 | 121 211 |
| 2010         | 1 043 163 | 33 395 | 127 668 |
| 2011         | 1 029 598 | 41 710 | 50 739  |
| 2012         | 913 394   | 38 358 | 33 120  |
| 2013         | 811 457   | 42 257 | 4 378   |
| 2014         | 758 309   | 38 701 | 7 510   |
| 2015         | 823 160   | 43 566 | 6 966   |
| 2016         | 916 451   | 49 266 | 283     |
| 2017         | 1 046 251 | 48 628 | 578     |
| 2018         | 1 133 621 | 51 195 | 288     |
| 2019         | 1 121 164 | 54 504 | 333     |
| 2020         | 216 319   | 37 025 | 103     |
| 2021         | 438 766   | 41 260 | 465     |
| 2022         | 915 269   | 41 883 | 3 436   |
| 2023         | 904 823   | 48 999 | 122     |
| 2024         | 948 936   | 52 527 | 9       |
| Fuente: AENA |           |        |         |

### Rutas nacionales más importantes
| 1            | Barcelona-El Prat    | 218 587 | 10,0  |
| 2            | Madrid-Barajas       | 208 460 | 12,8  |
| 3            | Palma de Mallorca    | 81 578  | 19,4  |
| 4            | Gran Canaria         | 22 584  | 11,3  |
| 5            | Tenerife-Norte       | 22 453  | 9,4   |
| 6            | Bilbao               | 7 923   | 57,5  |
| 7            | Málaga-Costa del Sol | 2 436   | 168,0 |
| 8            | Santander            | 2 060   | 30,5  |
| 9            | Jerez                | 1 330   | 38,6  |
| 10           | Almería              | 858     | 16,8  |
| Fuente: AENA |                      |         |       |

### Rutas internacionales más importantes
| 1            | Düsseldorf         | 104 604 | 15,2 |
| 2            | Fráncfort del Meno | 74 445  | 5,7  |
| 3            | Hamburgo           | 32 560  | 93,2 |
| 4            | Múnich             | 28 728  | 40,1 |
| 5            | Londres-Stansted   | 28 369  | 13,1 |
| 6            | Hannover           | 27 801  | 0,6  |
| 7            | Leipzig            | 14 707  | 100  |
| 8            | Stuttgart          | 13 816  | 9,8  |
| 9            | Bruselas-National  | 12 887  | 3,4  |
| 10           | Luxemburgo         | 10 236  | 24,5 |
| Fuente: AENA |                    |         |      |

### Pasajeros por país del aeropuerto de origen
| 1            | España       | 571 376 | 0,5  |
| 2            | Alemania     | 298 729 | 19,5 |
| 3            | Reino Unido  | 38 182  | 9,6  |
| 4            | Bélgica      | 13 146  | 3,1  |
| 5            | Luxemburgo   | 10 236  | 24,5 |
| 6            | Suiza        | 6 000   | 23,0 |
| 7            | Islandia     | 4 093   | 4,5  |
| 8            | Dinamarca    | 3 147   | 100  |
| 9            | Irlanda      | 835     | 5,8  |
| 10           | Países Bajos | 711     | 76,0 |
| Fuente: AENA |              |         |      |

### Principales aerolíneas
| 1            | Air Nostrum | 183 503 | 138,1 | 19,3 |
| 2            | Vueling     | 165 432 | 4,8   | 17,4 |
| 3            | Ryanair     | 160 905 | 12,5  | 17,0 |
| 4            | TUIfly      | 120 151 | 10,5  | 12,7 |
| 5            | Condor      | 72 014  | 10,3  | 7,6  |
| 6            | Eurowings   | 55 501  | 82,1  | 5,8  |
| 7            | Binter      | 44 430  | 11,2  | 4,7  |
| 8            | Discover    | 33 827  | 83,4  | 3,6  |
| 9            | Iberia      | 26 986  | 83,8  | 2,8  |
| 10           | Marabu      | 16 468  | 8,6   | 1,7  |
| Fuente: AENA |             |         |       |      |

### Frecuencias de radio
Las siguientes frecuencias de radio están disponibles en el aeropuerto para la comunicación con el Control_del_tráfico_aéreo:
- Aproximación: 128.500
- Torre: 118.550
- Tierra: 133.275
- ATIS: 125.650

### Tráfico visual
El Aeropuerto acepta tanto tráfico en reglas de vuelo visual como tráfico en reglas de vuelo instrumental.

#### Tráfico VFR
Las Aeronaves que operan bajo las reglas de vuelo visual, deben acceder o salir de la zona de espacio aéreo controlado (CTR) del aeropuerto a través de alguno de los dos puntos de entrada y salida, punto W(Mesas de Asta) o punto E (Jedula), fijados en las cartas de aproximación visual del aeropuerto.

## Otras explotaciones

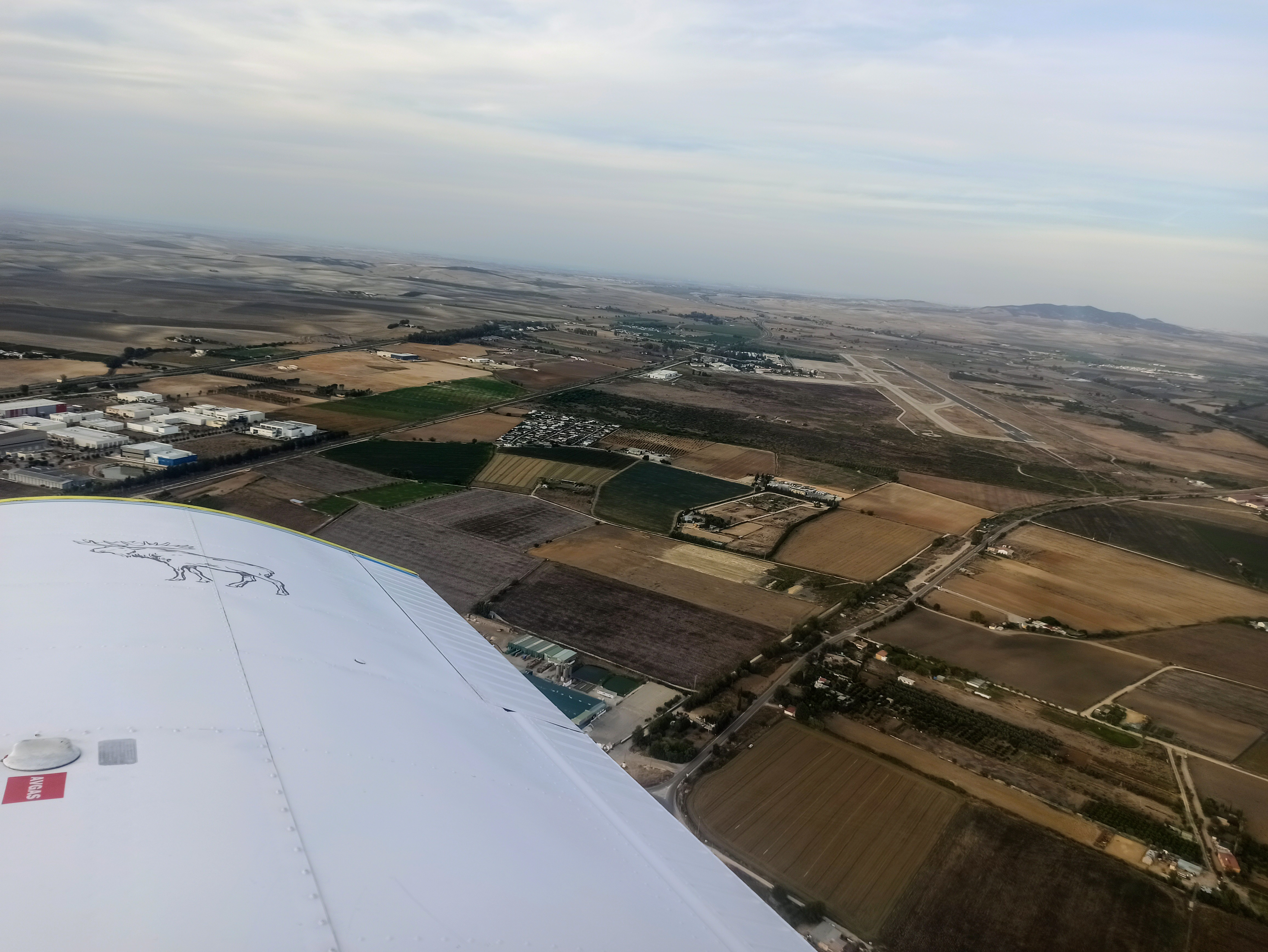
Zona del aeropuerto desde el aire

Aparte del tráfico regular de pasajeros, el aeródromo jerezano sirve como sostén e impulsor de  industria y empleo en su entorno, contando con una prestigiosa escuela de pilotos, considerada una de las más importante de España, además de ser, desde su fundación, sede y base del Real Aeroclub de Jerez.
Dentro de las funciones de estudio y divulgación, se desarrollan diversas iniciativas, encuadradas, entre otras, en el proyecto ‘Aeropuertos Verdes’, de la Fundación Aena, actividades que se desarrollan en el marco de  las instalaciones de biblioteca de que dispone el aeropuerto y el futuro centro de investigación.
Desde su constitución, se desarrollan diversos planes y proyectos orientados a planificar el desarrollo y evolución del aeropuerto, como el plan director de 2001.